# Setsuko Migishi
Setsuko Migishi (三岸節子, Migishi Setsuko), née le 3 janvier 1905 et morte le 18 avril 1999, est une peintre japonaise yō-ga (de style occidental). Connue pour utiliser des couleurs vives et pour les traits audacieux de ses natures mortes et paysages, Migishi a grandement contribué à l'établissement et à l'élévation du statut des artistes féminines sur la scène artistique japonaise,,.

## Enfance et formation
Née Setsuko Yoshida à Nakashima-gun (plus tard Oniishi, aujourd'hui Ichinomiya), dans la préfecture d'Aichi, au sein d'une famille aisée propriétaire d'une usine textile à Owari, elle est la sixième de dix enfants,. Sa famille possède de nombreuses propriétés foncières ainsi qu'une entreprise de fabrication de draps en laine. En raison d'une luxation congénitale de l'articulation de la hanche, Migishi subit une opération chirurgicale majeure pendant son enfance dans un hôpital de Nagoya. Après avoir fréquenté l'école élémentaire Koshin Nakajima, elle s'inscrit à l'école élémentaire Kihatsu en 1915 et obtient son diplôme en 1917. Elle entre au lycée pour filles Shukutoku à Nagoya. À l'école, sa colocataire au dortoir de l'école, Suzu Toda, son aînée, qui pratique le Nihonga, la peinture de style japonais, pousse Migishi à copier les peintures de belles femmes par des artistes féminines comme Shōen Uemura et Shima Seien.

## 1920-1940
En 1921, Migishi est diplômée de son école et déménage à Tokyo, où elle essaie d'abord de passer l'examen d'entrée a l’Université de médecine pour femmes, mais elle échoue. Migishi commence alors à étudier la peinture, entre à l'Institut de peinture de style occidental Hongō et devient étudiante auprès de Okada Saburōsuke,,,. Un an plus tard, Migishi est transférée en tant qu'étudiante de deuxième année à la Women's Art School / Joshibi University of Art and Design, une école d'art privée pour femmes à Suginami, et elle obtient brillamment son diplôme en 1924. En 1923, Migishi soumet son travail à l'exposition Nika mais elle n'est pas acceptée. En 1924, elle épouse Kōtarō Migishi, spécialiste de la peinture à l'huile, qui mourra subitement en 1934,,,.
Migishi donne naissance à leur première fille en mars 1925. Le même mois, ses œuvres Jigazō (自画像, Autoportrait), Fūkei (風景, Paysage), Sazanka (山茶花, Camélia) et Kijō nika (机上二果, Deux fruits sur une table) sont acceptées au 3e Shunyō-kai. En avril de la même année, Migishi, Hitoyo Kai et Koko Fukazawa forment l'Association féminine des peintres de Yōga (婦人洋画協会).
En 1932, elle quitte le Shunyō-kai pour l'Association indépendante Dokuritsu (独立美術協会) et elle expose Hana Kajitsu (花·果実, Fleurs et Fruits), Ragā (ラガー, Lager) lors de sa deuxième exposition,. Après la mort de Kōtarō en 1934 à l'âge de 31 ans, Migishi continue à travailler tout en élevant trois enfants. En 1935, lors de la 5e exposition des Independants, ses œuvres Momoiro no nuno (桃色の布, Vetement rose pêche), Mado (窓, Fenetre), Kurenai no nuno (紅の布, Vêtement écarlate) sont acceptées et l'artiste devient officiellement une amie (会友) de l'Association. Cependant, quatre ans plus tard, Migishi quitte Dokuritsu pour protester contre la décision de l'association de ne pas admettre comme membres les femmes peintres,. En janvier 1936, sept femmes peintres, Haruko Hasegawa, Yoneko Saeki, Eiko Fujikawa, Aoi Shima, Yōko Toyama, Setsuko Migishi et Hanako Hashimoto, fondent une nouvelle organisation, Nanasai-kai (七彩会), l'un des premiers collectifs d'artistes femmes. au Japon,. Migishi se rapproche également de la Shin Seisaku-ha Kyōkai (新制作派協会, Association des nouvelles productions) et en devient membre la même année. Toujours en 1939, Migishi devient enseignante au Bijutsu Kōgei Gakuin (美術工芸学院, Académie des arts et métiers), une école créée pour dispenser une éducation artistique aux femmes,.

## 1940-1945
En 1940, Migishi visite la Corée et la Mandchourie occupée par le Japon. Elle expose sa peinture Shitsunai (室内, L'Intérieur) à l'exposition célébrant le 2600e anniversaire de l'Empire du Japon. En 1943, l'artiste devient cadre du Joryū Bijutsuka Hōkō-tai (女流美術家奉公隊, Women's Art Service Corps).

## Après-guerre
En septembre 1945, la première exposition personnelle d'après-guerre de Setsuko Migishi se tient à la galerie Nichid à Ginza, Tokyo,. En 1946, dans le but d'élever le statut des artistes femmes et des créatrices indépendantes, elle fonde le Joryū Gaka Kyōkai (女流画家協会, Association des femmes artistes) avec Eiko Fujikawa et Yuki Katsura et commence à y exposer ses œuvres,,. En 1950, son tableau Kingyo (金魚, Poisson rouge) est accepté à la 14e exposition de l'Association des nouvelles productions et est acheté par le ministère de l'Éducation. Un autre tableau, Kuchinashi (梔子, Gardenia) a reçu le prix des œuvres d'art sélectionnées par le ministère de l'Éducation (芸術選奨文部大臣賞). Les fleurs sont un motif avec lequel Migishi se confronte tout au long de sa carrière. Elle expérimente le dessin abstrait de fleurs ou l'utilisation de couleurs vives pour exprimer la dynamique de la botanique. Elle aménage souvent un jardin dans ses ateliers au Japon et plus tard en Europe, soignant les fleurs qu'elle peint ensuite,.
En 1951, elle expose Hana (花, Fleur) à la 1re Biennale de São Paulo. L'année suivante, sa carrière continue à se développer à l'international, puisqu'elle expose au Salon de mai à Paris et à la 18e exposition internationale d'art Carnegie à Pittsburgh. En 1953, elle rompt sa relation de cinq ans avec Keisuke Sugano, un peintre à l'huile.
En 1954, Migishi se rend pour la première fois en Europe pour rendre visite à son fils aîné, Kōtarō,. Après un séjour en Bourgogne, en France et des tournées en Espagne et en Italie, elle retourne au Japon à l'été 1955. Elle s'inspire beaucoup su paysage et des couleurs des régions sèches en Europe,.
Dans les années 1950 et 1960, elle continue de participer aux expositions de l'Association des nouvelles productions et de l'Association des femmes artistes, ainsi qu'à l'Exposition d'art Contemporain du Japon (現代日本美術展) et à l'Exposition artistique internationale du Japon (日本国際美術展). En 1964, elle installe un studio sur les collines de Ōiso, dans la préfecture de Kanagawa, et le paysage là-bas devient le motif récurrent de son travail. En 1965, Migishi se rend à Hokkaidō. En plus de peindre le paysage là-bas, elle décide de faire don des œuvres de son défunt mari Kōtarō à un musée de Hokkaido,. Deux ans plus tard, un don de 216 œuvres de Kōtarō Migishi constitue la collection fondatrice du Hokkaido Museum of Modern Art (aujourd'hui Hokkaido Prefectural Migishi Kotaro Museum),.
L'année suivante, en 1968, l'artiste quitte le Japon et s'installe à Carville-la-Folletière, en France, où elle se consacre à son œuvre. En 1969, Migishi, avec Kataoka Tamako, Fukuko Okubo et neuf autres membres organisent le Joryū Sōgō-ten (女流総合展, Exposition générale des femmes).
Migishi s'installe à Véron en Bourgogne en 1974 avant de retourner au Japon en 1989. Elle poursuit son travail dans sa maison et son studio à Ōiso, dans la préfecture de Kanagawa. La même année, elle reçoit le prix Asahi. En 1994, Migishi a reçoit la reconnaissance de Personne de mérite culturel, une reconnaissance et un honneur japonais officiels décernés à des personnes qui ont apporté des contributions culturelles exceptionnelles,,,.
Migishi meurt en 1999 à l'âge de 94 ans des suites d'une insuffisance circulatoire aiguë,.

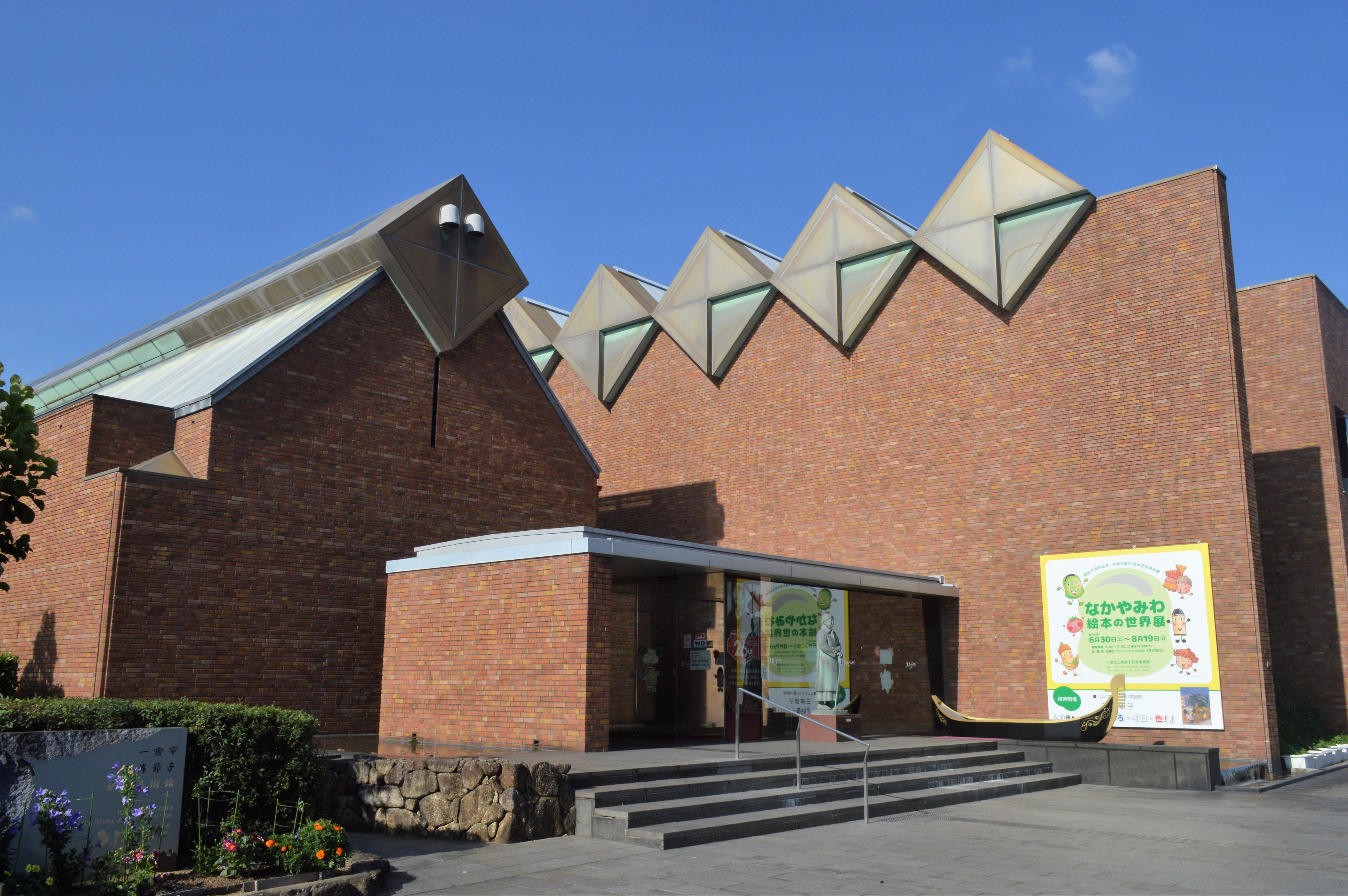
Le musée d'art commémoratif de la ville d'Ichinomiya de Setsuko Migishi au Japon.

## Œuvre écrite
Migishi est également écrivain. En 1950, elle publie un recueil d'essais intitulé Bijin no Tsubasa (美神の翼, Les ailes de la déesse de la beauté). Ses autres livres incluent Hana to Venechia (花とヴェネチア―三岸節子, Les fleurs et Venise), publié par Sansaisha en 1977 et Hana yori naha rashiku (花より花らしく, Plus en fleur qu'une fleur), publié par Kyuryudō en 1977.

## Postérité
Le Ichinomiya City Memorial Art Museum of Setsuko Migishi (ja) est un musée et centre culturel situé à Ichinomiya, dans la préfecture d'Aichi, au Japon, dédié aux œuvres et à la vie de Migishi Setsuko. Il a été créé en 1998 au lieu de naissance de la peintre. Le musée possède l'une des plus vastes collections d'œuvres de Migishi, principalement données par elle-même et sa famille. Il comprend une collection permanente d'œuvres, organise des expositions temporaires et des conférences sur l'art, ainsi que différentes activités et projections de documentaires sur Setsuko Migishi. Il contient également une bibliothèque et une boutique de cadeaux dédiées à l'artiste, ainsi que des livres et des catalogues sur l'art et la culture japonaise.